# VX
VX je nejrozšířenější zástupce chemických bojových látek třídy V. Vyskytuje se jako bezbarvá až nažloutlá kapalina bez zápachu. Proniká do těla skrz kůži, oči a dýchací cesty. U zasažené osoby nejprve vyvolává nevolnost a kašel. Poté ochromuje dýchací svaly, což vede k silným křečovitým bolestem a končí smrtí.
Smrtelná dávka leží mezi 0,5 mg při vdechnutí a 5 mg při absorpci kůží.

## Chemické vlastnosti
Díky své vysoké viskozitě a nízké těkavosti se látka VX navenek silně podobá motorovému oleji. Je obzvláště nebezpečná také proto, že je v běžném životním prostředí velmi stálá a nepodléhá žádným rozkladným reakcím. Je bez chuti a zápachu a může být rozšiřována buď jako čistá kapalina nebo ve směsi s jílem nebo mastkem ve formě pevné látky nebo i jako aerosol.
VX je inhibitor acetylcholinesterázy, tj. pracuje tak, že blokuje funkci tohoto enzymu. To vede k akumulaci acetylcholinu v prostoru mezi neuronem a svalovou buňkou a dochází tak k nekontrolované svalové kontrakci, jejímž výsledným efektem je ale nakonec ochabnutí všech svalů v těle. Trvalé ochrnutí svalstva bránice vede následně až ke smrti udušením.
Smrtelná koncentrace VX vyvolávající 50% úmrtnost 70 kg muže pro dvouminutovém vystavení parám (15 l/min = lehká fyzická aktivita) je odhadována na 12–15 mg/m3 – tedy asi 2× méně, než je nutno u sarinu. Smrtelná koncentrace par a aerosolu pro penetraci kůže je 150 mg/m3 po dobu 30–60 minut (pro 50% úmrtnost). Smrtelná dávka kapalného VX LD50 na holou kůži je 5 mg. 100% smrtelné dávky mohou být jen o pár desítek procent vyšší. Všechna data jsou odhadována pro nedostatek dat ze smrtících pokusů s lidmi. Běžně udávané hodnoty z armádních manuálů jsou asi dvojnásobné (počítají totiž se zdravými mladými muži s tréninkem, vybavením atp.).
Bojově efektivní je asi 500 kg VX na 1 km2 – při této hodnotě může kontaminace povrchů v prostředí vyvolat při delším působením smrt a častěji povede k zneschopňujícím poruchám zraku. Dávka na vyvolání poruch zraku (hledí pušky, operace letecké základny) bývá u nervových bojových látek o jeden až dva řády nižší než smrtelná.

## Syntéza
Látka VX se vyrábí v několika následných krocích. Základem přípravy je transesterifikace, jejímž výsledkem je racemická směs obou enantiomerů. V prvním kroku je chlorid fosforitý methylován za vzniku methylfosfordichloridu. Výsledný materiál se nechá reagovat s ethanolem za vzniku diesteru. Ten je poté transesterifikován N,N-diisopropylaminoethanolem na fosfonit. V poslední fázi tento prekurzor zreaguje se sírou za vzniku VX. Celý proces lze schematicky popsat sledem následujících rovnic:
VX může být také dodávána jako binární chemická zbraň, kde je výsledná látka vytvářena až po odpálení střely za letu smícháním dvou složek. Binární VX je označována jako VX2 a je vytvářena smícháním 'O-(2-diisopropylaminoethyl) O′-ethyl methylfosfonitu, označovaného jako (Agent QL) s elementární sírou (Agent NE).

## První pomoc a léčba
Při ošetření osoby exponované VX je třeba primárně odstranit tento kapalný prostředek z kůže ihned po dopravení jedince do nekontaminované oblasti nebo atmosféry. Dekontaminace kůže se provádí omytím kontaminované oblasti roztokem chlornanu a následným oplachováním čistou vodou. Dekontaminace samotného oděvu nemá prakticky smysl a je lépe zasažený oděv spálit. Pokud je to možné, měla by dekontaminace být dokončena dříve, než je oběť přijata k dalšímu lékařskému ošetření.
Jednotlivec, který byl exponován tímto nervovým bojovým prostředkem, by měl okamžitě dostat antidota – atropin a pralidoxim (2-PAM) a také injekčně sedativně-antiepileptické prostředky, jako například diazepam. V několika zemích jsou vojákům vydávána antidota nervových bojových prostředků ve formě autoinjektorů, například v armádě Spojených států je to prostředek Mark I NAAK.

## Zajímavosti
VX měla být jednou ze zbraní hromadného ničení, kterými údajně disponoval režim Saddáma Husajna (osa zla) a které se staly záminkou pro invazi do Iráku v roce 2003. Ukázalo se však, že důvěrný zdroj z Iráku dodávající informace o zbraních hromadného ničení Saddámova režimu si vše vymyslel a silně se přitom inspiroval akčním filmem Skála z roku 1996. Ve snímku americký generál vyhrožuje, že vypálí na San Francisco rakety se smrtícím nervovým plynem VX, který byl skladován ve skleněných koulích, což ovšem v praxi není možné.
VX byl používán Kubou proti povstalcům v Angole v tamní občanské válce v polovině 80. let.
VX byl údajně 13. února 2017 použit k vraždě Kim Čong-nama v Malajsii. O průběhu incidentu ale panují některé pochybnosti, zejména vzhledem k omezenému nebo žádnému zasažení ostatních zúčastněných osob, což by mohlo ukazovat na použití jiného slabšího nebo časem znehodnoceného nervového jedu.